# Valderaduey
Il Valderaduey è un fiume della Spagna centrale, affluente da destra del Duero.

## Etimologia
Storicamente, il fiume di chiamò Aratol che poi diventò Araduey e successivamente «Val d´Aratol» e «Valderaduey».

## Geografia
Il Valderaduey nasce in località Vallehondo, sul confine tra le province di León, nel monte di Riocamba, e Palencia, nel territorio del comune di Mantinos, comunità autonoma di Castiglia e León. Attraversa anche le province di Valladolid e Zamora.

### Affluenti
I principali affluenti sono i fiumi Valdehunco, Navajos (conosciuto anche come arroyo Bustillo o Ahogaborricos), Salado e Sequillo. Senza l'apporto di quest'ultimo rimarrebbe senz'acqua in provincia di Zamora.

### Località attraversate
Attraversa i comuni di Sahagún, Becilla de Valderaduey e Villalpando. Sbocca da destra nel Duero, all'altezza di Villagodio, a circa 3 km del nucleo urbano di Zamora, anche se dentro dei confini comunali.